# ونسبرو مونیکیپلیتی
ونسبرو مونیکیپلیتی (به سوئدی: Vansbro Municipality) یک ناحیه شهری در سوئد است که در استان دالارنا واقع شده‌است.

## خواهرخوانده
شهر Velké Meziříčí خواهرخواندهٔ ونسبرو مونیکیپلیتی هست.